# Katja Nyberg
Katja Johanna Alice Nyberg (n. la 24 august, 1979 în Stockholm, Suedia, dar a crescut în Finlanda) este o jucătoare de handbal naturalizată în naționalei Norvegiei. În prezent ea este sub contract cu echipa daneză Ikast-Bording Elite Håndbold.
De-a lungul carierei Nyberg a jucat pentru cluburile Sparta IF, Stockholmspolisens IF, Larvik HK și Krim Ljubljana.
Sportiva a debutat în naționala Norvegiei în anul 2000 într-un meci disputat împotriva reprezentativei similare a Franței. Ea a câștigat alături de această echipă de două ori medalia de aur a Campionatelor Europene (2004 și 2006). Până la data de 24 august 2008 Nyberg a jucat 99 de meciuri pentru națională, marcând 321 de goluri.
Nyberg a fost declarată Jucătoarea Campionatului Mondial de Handbal Feminin din Franța, ediția anului 2007, unde reprezentativa Norvegiei a obținut medalia de argint.
Sportiva a făcut parte din naționala Norvegiei care a câștigat medalia de aur în cadrul Jocurilor Olimpice de vară din 2008.
Katja Nyberg a avut o relație sentimentală timp de 5 ani cu colega sa de echipă de club și națională Gro Hammerseng, relație care luat sfârșit în august 2010.